# Рогатые попугаи
Рогатые попугаи (лат. Eunymphicus) — род птиц из семейства Psittaculidae.

## Описание
Эндемик Новой Каледонии и близлежащих островов. Длина тела более 30 см, половина приходится на хвост. Основная окраска оперения зелёная. Крылья и хвост синеватые. Отличительной особенностью этого рода является хохолок из перьев на голове. Eunymphicus uvaeensis ранее считался подвидом новокаледонского рогатого попугая, сейчас выделен в отдельный вид.

## Классификация
Международный союз орнитологов включает в род 2 вида:
- Eunymphicus cornutus
- Eunymphicus uvaeensis